# اسخاردام
اسخاردام (به هلندی: Schardam) یک منطقهٔ مسکونی در هلند است که در ایدام-فولن‌دام واقع شده‌است. اسخاردام ۲٫۳۲ کیلومتر مربع مساحت و ۱۰۴ نفر جمعیت دارد.